# 南葛饰郡
南葛饰郡（日语：／ Minamikatsushika gun */?）为过去日本东京府（今东京都）辖下的郡，辖区包含现在东京都墨田区、江東區、葛饰区、江户川区，已于1932年10月1日，14町6村全编入东京市，因无管辖町村而废除。

## 沿革

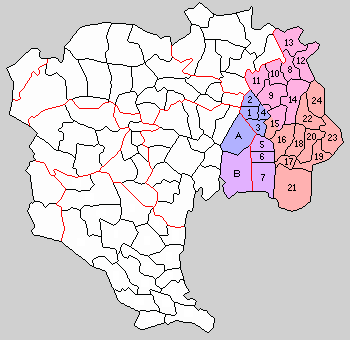
1.寺島村 2.隅田村 3.吾嬬村 4.大木村 5.龜戶村 6.大島村 7.砂村 8.新宿町 9.立石村 10.龜青村 11.南綾瀨村 12.金町村 13.水元村 14.奧戶村 15.平井村 16.小松川村 17.船堀村 18.松江村 19.瑞穗村 20.一之江村 21.葛西村 22.鹿本村 23.篠崎村 24.小岩村 A.本所區 B.深川區（藍：墨田區 紫：江東區 紅：葛飾區 橙：江戶川區）

- 1878年7月 - 随着郡区町村编制法的施行，旧武藏国葛饰郡分割为埼玉县所属的北葛饰郡以及东京府所属的南葛饰郡。
- 1889年5月1日 - 施行町村制，南葛饰郡下辖新宿町以及龟户村等23村。（1町23村）
- 1890年 - 郡制施行，郡役所设置于小松川村。
- 1890年5月10日 - 立石村更名为本田村。
- 1900年7月19日 - （3町21村）
  - 龟户村改制为龟户町。
  - 大岛村改制为大岛町。
- 1912年9月1日 - 吾嬬村改制为吾嬬町。（4町20村）
- 1913年1月1日 - 瑞穗村、一之江村合并为瑞江村。（4町19村）
- 1914年4月1日 - 大木村、小松川村、平井村、船堀村废村。（5町15村）
  - 小松川村的一部、船堀村的一部、平井村的一部合并新设小松川町。
  - 小松川村的一部并入松江村。
  - 大木村废除，大畑地区并入吾嬬町，其余地区并入本田村。
  - 平井村废除，上平井地区并入奥户村，其余地区并入小松川町。
  - 船堀村废除，放水路以东地区并入松江村，放水路以西地区并入小松川町。
- 1921年7月1日 - 砂村改制为砂町。（6町14村）
- 1923年4月1日 - 寺岛村改制为寺岛町。（7町13村）
- 1923年8月15日 - 隅田村改制为隅田町。（8町12村）
- 1925年8月6日 - 金町村改制为金町。（9町11村）
- 1926年4月1日 - 松江村改制为松江町。（10町10村）
- 1928年2月1日 - 南绫濑村改制为南绫濑町。（11町9村）
- 1928年3月1日 - 本田村改制为本田町。（12町8村）
- 1928年11月10日 - 小岩村改制为小岩町。（13町7村）
- 1930年11月3日 - 奥户村改制奥户町。（14町6村）
- 1932年10月1日 - （14町6村全并入东京市）
  - 寺岛町、隅田町、吾嬬町合并新设向岛区。
  - 龟户町、大岛町、砂町合并新设城东区。
  - 新宿町、本田町、龟青村、南绫濑町、金町、水元村、奥户町合并新设葛饰区。
  - 松江町、瑞江村、葛西村、鹿本村、筱崎村、小岩町、小松川町合并新设江户川区。
- 1947年3月15日
  - 向岛区、本所区合并新设墨田区。
  - 城东区、深川区合并新设江东区。

| 1889年 | 1889年5月1日 | 1889年 - 1912年           | 1912年 - 1931年           | 1912年 - 1931年           | 1932年 - 1947年                   | 1932年 - 1947年             | 1932年 - 1947年             | 1947年5月3日 | 1948年 -现在 | 现在     |
| ------ | ------------ | ------------------------- | ------------------------- | ------------------------- | --------------------------------- | --------------------------- | --------------------------- | ------------ | ------------ | -------- |
|        | 寺岛村       | 寺岛村                    | 1923年4月1日 寺岛町       | 1923年4月1日 寺岛町       | 1932年10月1日 并入东京市 向岛区   | 1943年7月1日 东京都向島区   | 1947年3月15日 东京都墨田区  | 特別区制     | 墨田区       | 墨田区   |
|        | 隅田村       | 隅田村                    | 1923年8月15日 隅田町      | 1923年8月15日 隅田町      | 1932年10月1日 并入东京市 向岛区   | 1943年7月1日 东京都向島区   | 1947年3月15日 东京都墨田区  | 特別区制     | 墨田区       | 墨田区   |
|        | 吾嬬村       | 吾嬬村                    | 1912年9月1日 吾嬬町       | 1912年9月1日 吾嬬町       | 1932年10月1日 并入东京市 向岛区   | 1943年7月1日 东京都向島区   | 1947年3月15日 东京都墨田区  | 特別区制     | 墨田区       | 墨田区   |
|        | 大木村       | 大木村                    | 1914年4月1日 并入吾嬬町   | 1914年4月1日 并入吾嬬町   | 1932年10月1日 并入东京市 向岛区   | 1943年7月1日 东京都向島区   | 1947年3月15日 东京都墨田区  | 特別区制     | 墨田区       | 墨田区   |
|        | 大木村       | 大木村                    | 1914年4月1日 并入本田村   | 1928年3月1日 本田町       | 1932年10月1日 并入东京市 葛饰区   | 1943年7月1日 东京都葛饰区   | 1943年7月1日 东京都葛饰区   | 特別区制     | 葛饰区       | 葛饰区   |
|        | 立石村       | 1890年5月10日 改称 本田村 | 本田村                    | 1928年3月1日 本田町       | 1932年10月1日 并入东京市 葛饰区   | 1943年7月1日 东京都葛饰区   | 1943年7月1日 东京都葛饰区   | 特別区制     | 葛饰区       | 葛饰区   |
|        | 龟青村       | 龟青村                    | 龟青村                    | 龟青村                    | 1932年10月1日 并入东京市 葛饰区   | 1943年7月1日 东京都葛饰区   | 1943年7月1日 东京都葛饰区   | 特別区制     | 葛饰区       | 葛饰区   |
|        | 水元村       | 水元村                    | 水元村                    | 水元村                    | 1932年10月1日 并入东京市 葛饰区   | 1943年7月1日 东京都葛饰区   | 1943年7月1日 东京都葛饰区   | 特別区制     | 葛饰区       | 葛饰区   |
|        | 新宿町       | 新宿町                    | 新宿町                    | 新宿町                    | 1932年10月1日 并入东京市 葛饰区   | 1943年7月1日 东京都葛饰区   | 1943年7月1日 东京都葛饰区   | 特別区制     | 葛饰区       | 葛饰区   |
|        | 金町村       | 金町村                    | 1925年8月6日 金町         | 1925年8月6日 金町         | 1932年10月1日 并入东京市 葛饰区   | 1943年7月1日 东京都葛饰区   | 1943年7月1日 东京都葛饰区   | 特別区制     | 葛饰区       | 葛饰区   |
|        | 南绫濑村     | 南绫濑村                  | 1928年2月1日 南绫濑町     | 1928年2月1日 南绫濑町     | 1932年10月1日 并入东京市 葛饰区   | 1943年7月1日 东京都葛饰区   | 1943年7月1日 东京都葛饰区   | 特別区制     | 葛饰区       | 葛饰区   |
|        | 奥户村       | 奥户村                    | 奥户村                    | 1930年11月3日 奥户町      | 1932年10月1日 并入东京市 葛饰区   | 1943年7月1日 东京都葛饰区   | 1943年7月1日 东京都葛饰区   | 特別区制     | 葛饰区       | 葛饰区   |
|        | 平井村       | 平井村                    | 1914年4月1日 并入奥户村   | 1930年11月3日 奥户町      | 1932年10月1日 并入东京市 葛饰区   | 1943年7月1日 东京都葛饰区   | 1943年7月1日 东京都葛饰区   | 特別区制     | 葛饰区       | 葛饰区   |
|        | 平井村       | 平井村                    | 1914年4月1日 并入小松川町 | 1914年4月1日 并入小松川町 | 1932年10月1日 并入东京市 江户川区 | 1943年7月1日 东京都江户川区 | 1943年7月1日 东京都江户川区 | 特別区制     | 江户川区     | 江户川区 |
|        | 小松川村     | 小松川村                  | 1914年4月1日 小松川町     | 1914年4月1日 小松川町     | 1932年10月1日 并入东京市 江户川区 | 1943年7月1日 东京都江户川区 | 1943年7月1日 东京都江户川区 | 特別区制     | 江户川区     | 江户川区 |
|        | 小松川村     | 小松川村                  | 1914年4月1日 并入松江村   |                           | 1932年10月1日 并入东京市 江户川区 | 1943年7月1日 东京都江户川区 | 1943年7月1日 东京都江户川区 | 特別区制     | 江户川区     | 江户川区 |
|        | 松江村       | 松江村                    | 松江村                    | 1926年4月1日 松江町       | 1932年10月1日 并入东京市 江户川区 | 1943年7月1日 东京都江户川区 | 1943年7月1日 东京都江户川区 | 特別区制     | 江户川区     | 江户川区 |
|        | 船堀村       | 船堀村                    | 1914年4月1日 并入松江村   | 1926年4月1日 松江町       | 1932年10月1日 并入东京市 江户川区 | 1943年7月1日 东京都江户川区 | 1943年7月1日 东京都江户川区 | 特別区制     | 江户川区     | 江户川区 |
|        | 船堀村       | 船堀村                    | 1914年4月1日 并入小松川町 |                           | 1932年10月1日 并入东京市 江户川区 | 1943年7月1日 东京都江户川区 | 1943年7月1日 东京都江户川区 | 特別区制     | 江户川区     | 江户川区 |
|        | 小岩村       | 小岩村                    | 1928年11月10日 小岩町     | 1928年11月10日 小岩町     | 1932年10月1日 并入东京市 江户川区 | 1943年7月1日 东京都江户川区 | 1943年7月1日 东京都江户川区 | 特別区制     | 江户川区     | 江户川区 |
|        | 瑞穂村       | 瑞穂村                    | 1913年1月1日 瑞江村       | 1913年1月1日 瑞江村       | 1932年10月1日 并入东京市 江户川区 | 1943年7月1日 东京都江户川区 | 1943年7月1日 东京都江户川区 | 特別区制     | 江户川区     | 江户川区 |
|        | 一之江村     | 一之江村                  | 1913年1月1日 瑞江村       | 1913年1月1日 瑞江村       | 1932年10月1日 并入东京市 江户川区 | 1943年7月1日 东京都江户川区 | 1943年7月1日 东京都江户川区 | 特別区制     | 江户川区     | 江户川区 |
|        | 葛西村       | 葛西村                    | 葛西村                    | 葛西村                    | 1932年10月1日 并入东京市 江户川区 | 1943年7月1日 东京都江户川区 | 1943年7月1日 东京都江户川区 | 特別区制     | 江户川区     | 江户川区 |
|        | 鹿本村       | 鹿本村                    | 鹿本村                    | 鹿本村                    | 1932年10月1日 并入东京市 江户川区 | 1943年7月1日 东京都江户川区 | 1943年7月1日 东京都江户川区 | 特別区制     | 江户川区     | 江户川区 |
|        | 筱崎村       | 筱崎村                    | 筱崎村                    | 筱崎村                    | 1932年10月1日 并入东京市 江户川区 | 1943年7月1日 东京都江户川区 | 1943年7月1日 东京都江户川区 | 特別区制     | 江户川区     | 江户川区 |
|        | 龟户村       | 1900年7月19日 龟户町      | 龟户町                    | 龟户町                    | 1932年10月1日 并入东京市 城东区   | 1943年7月1日 东京都城东区   | 1947年3月15日 东京都江东区  | 特別区制     | 江东区       | 江东区   |
|        | 大岛村       | 1900年7月19日 大岛町      | 大岛町                    | 大岛町                    | 1932年10月1日 并入东京市 城东区   | 1943年7月1日 东京都城东区   | 1947年3月15日 东京都江东区  | 特別区制     | 江东区       | 江东区   |
|        | 砂村         | 砂村                      | 1921年7月1日 砂町         | 1921年7月1日 砂町         | 1932年10月1日 并入东京市 城东区   | 1943年7月1日 东京都城东区   | 1947年3月15日 东京都江东区  | 特別区制     | 江东区       | 江东区   |